# پژتسواو (استان پومرانی غربی)
پژتسواو (به لهستانی:  Przecław) یک روستا در لهستان است که در گمینا کووباسکووو واقع شده‌است. پژتسواو ۱٬۵۰۰ نفر جمعیت دارد.